# Neuromuskuläre Restblockade
Als neuromuskuläre Restblockade, postoperative Restcurarisierung (PORC) oder Relaxansüberhang bezeichnet man eine unerwünschte Restwirkung von bestimmten Narkosemitteln (Muskelrelaxanzien) nach dem Ende einer Operation. Sie erhöht das Risiko postoperativer Komplikationen von Seiten der Lunge.
Durch die unvollständige Muskelfunktion ist das Abhusten von Schleim und Speichel erschwert, so dass es zum unbemerkten Verschlucken kleiner Mengen von bakterienbelasteten Rachenschleim in die Lunge kommen kann (Mikroaspiration). Durch diese Mikroaspirationen entwickeln sich meist erst nach Tagen Entzündungen der Bronchien oder Lungenentzündungen. Man schätzt, dass durch einen unbehandelten Relaxansüberhang sich das Risiko einer Lungenentzündung nach der OP vervierfacht.
Eine PORC wird häufiger nach Anwendung langwirksamer als nach mittellang wirkenden Muskelrelaxanzien beobachtet. Einige andere Medikamente wie Inhalations- und Lokalanästhetika, Corticosteroide, Magnesium und einige Antibiotika führen zu einer verlängerten neuromuskulären Blockade. Im Zeitraum zwischen 1995 und 2004 hat die Anwendung quantitativer Messverfahren (neuromuskuläres Monitoring) für die PORC zugenommen und die Häufigkeit einer PORC selbst abgenommen.